# Nicki Doff
Pour les articles homonymes, voir Doff.
Alois Doff junior (né le 23 juin 1963 à Munich) est un chanteur allemand qui fit carrière enfant sous le nom de Nicki.

## Biographie
Enfant, il monte sur scène avec son père dans la résidence touristique en Haute-Bavière. Dans les années 1970, Nicki Doff devient à dix ans l'enfant chanteur vedette, succédant à Heintje, sans égaler sa popularité.
Avec Lonny Kellner, il chante en duo Wenn ich groß bin, liebe Mutti. À la télévision, il est l'invité du Peter Alexander Show et le partenaire d'Ilja Richter des sketches de l'émission Disco. Il joue au cinéma dans Die lustigen Vier von der Tankstelle en 1972, où il chante plusieurs chansons, et l'année suivante Blau blüht der Enzian, où il chante le titre Yuppididuh. Lorsque sa voix mue, sa carrière se finit.